# 清水敏行
清水 敏行（しみず としゆき、1957年 - ）は、日本の政治学者。学位は、博士（法学）（北海道大学・論文博士・2011年）。元札幌学院大学教授。田中治男(政治思想)、中村研一 (国際政治学者) 門下。

## 略歴
1957年、東京都生まれ。1980年、東京外国語大学外国語学部卒業。1982年、北海道大学法学部卒業。1987年、北海道大学大学院法学研究科博士課程中途退学。
北海道教育大学函館校教育学部講師。1993年、北海道教育大学函館校教育学部助教授。2003年、札幌学院大学法学部教授。2011年、「韓国政治と市民社会 : 金大中・盧武鉉の10年」により、北海道大学より博士（法学）の学位を取得。
2012年、札幌学院大学法学部学部長。2016年、札幌学院大学大学院法学研究科長。2024年、札幌学院大学早期退職。

## 研究領域
- 専門は、国際政治学・比較政治学。特に韓国における市民社会と政党政治の相互関係を研究。退職後の現在はマキャベリを研究。

## 業績
- 函館・松倉川を考える会編『清流松倉川―私たちの川、いまダム問題を考える』（分担執筆、幻洋社、1997年）
- 小此木政夫、西野純也編『韓国における市民意識の動態』（分担執筆、慶應義塾大学出版会、2005年）
- 小此木政夫、西野純也編『韓国における市民意識の動態 Ⅱ』（分担執筆、慶應義塾大学出版会、2008年）
- 新川敏光、大西裕編『世界政治叢書9　日本・韓国』（分担執筆、ミネルヴァ書房、2008年）
- 『韓国政治と市民社会－金大中・盧武鉉の10年－』（北海道大学出版会、2011年）
- 『한국정치 와 시민사회－김대중・노무현 10년』(한울, 2013)